# Сан-Хуан-Баутиста-Тустепек
Сан-Хуан-Баутиста-Тустепек (исп. San Juan Bautista Tuxtepec)  —   город и муниципалитет в Мексике, входит в штат Оахака. Население — 144 555 человек (на 2005 год).

## Фотографии

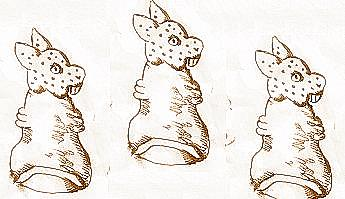
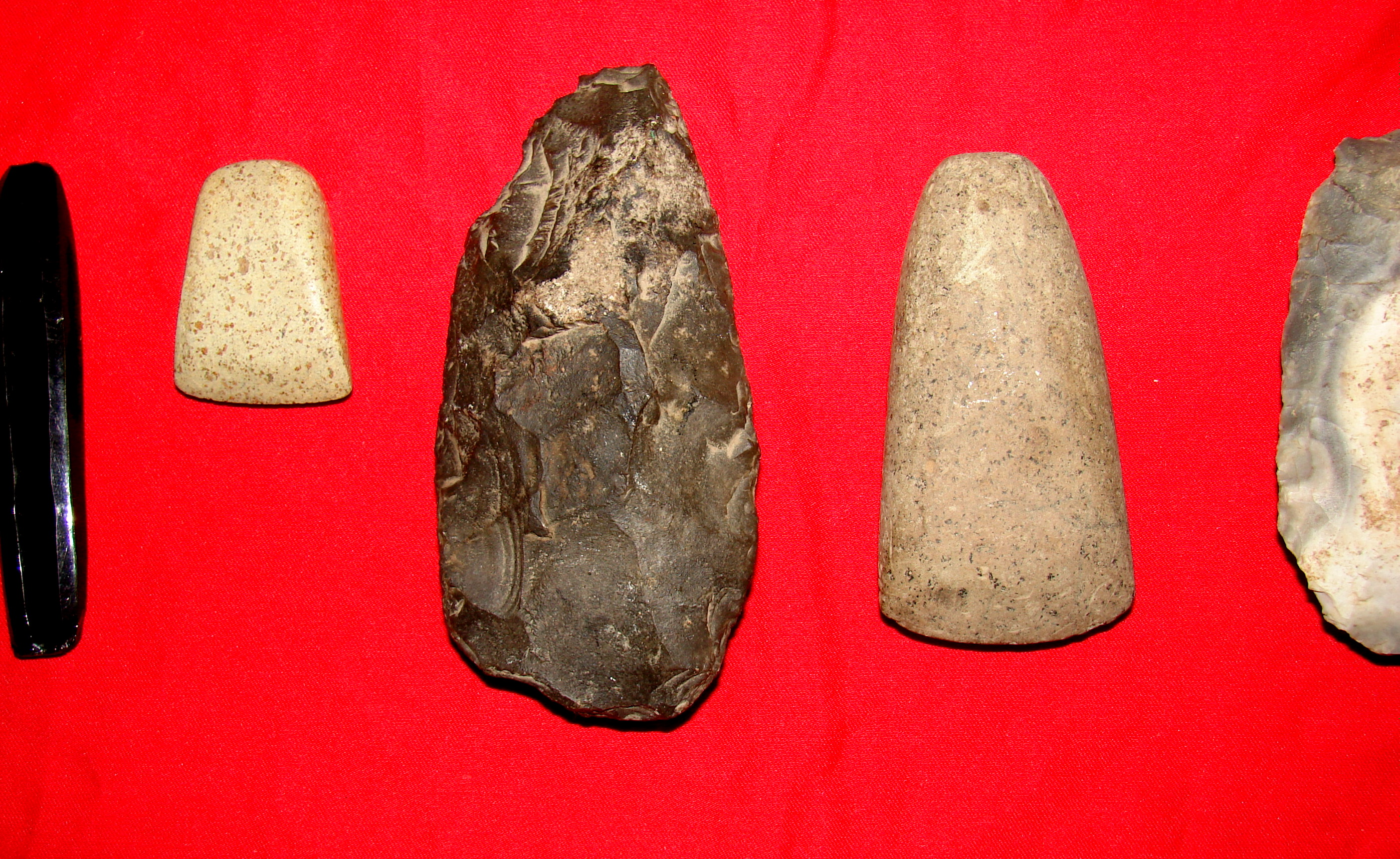
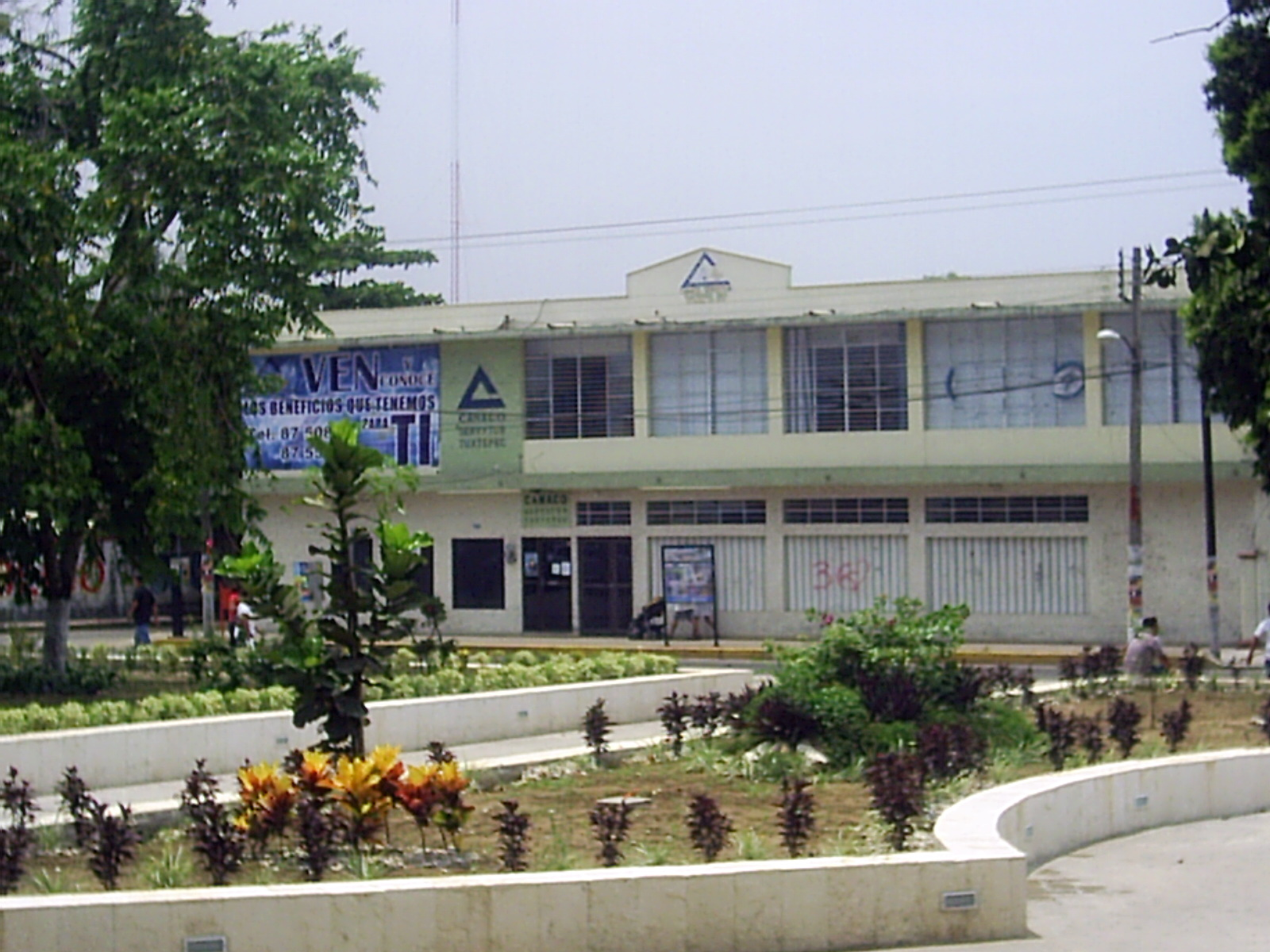
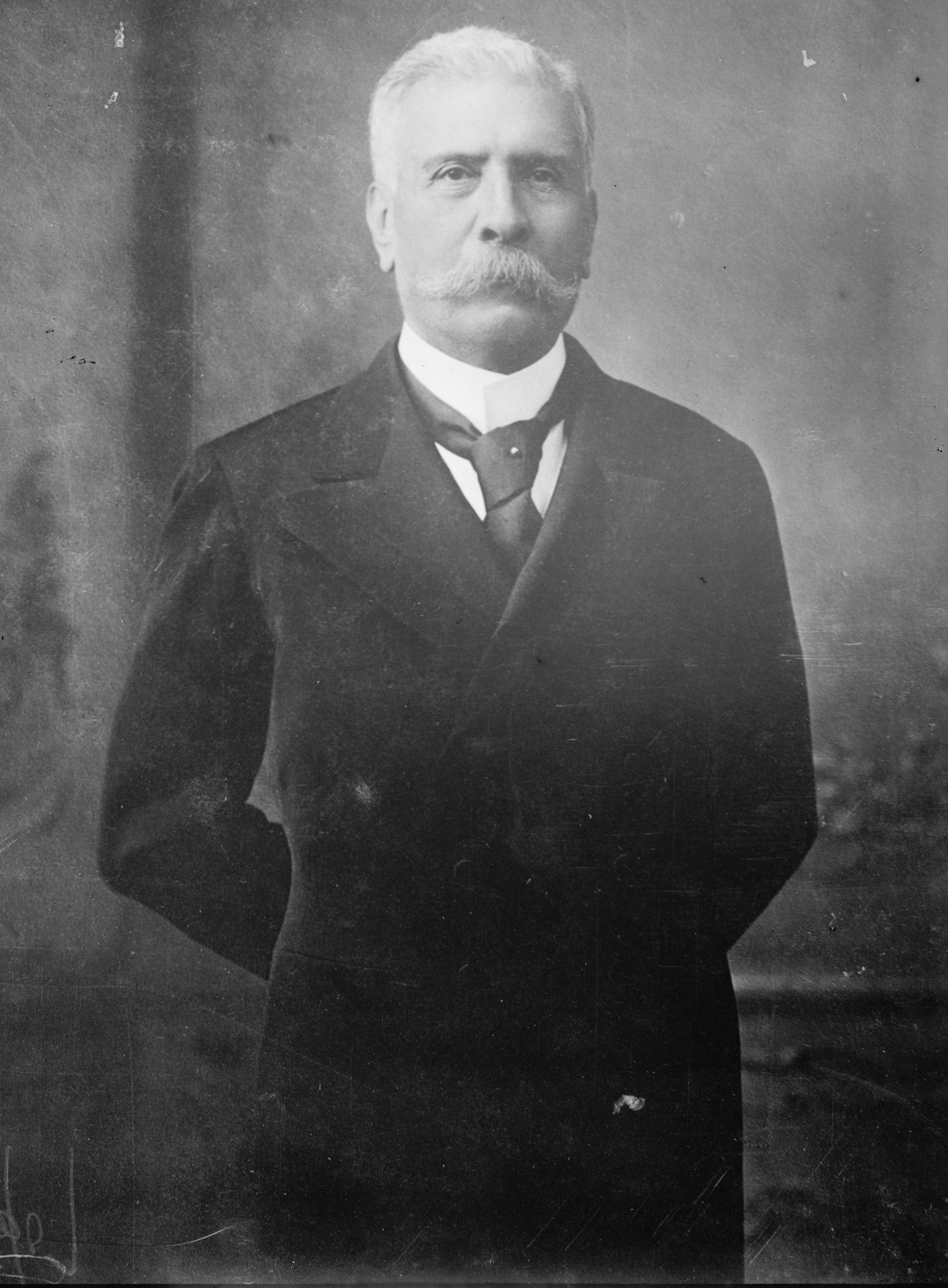
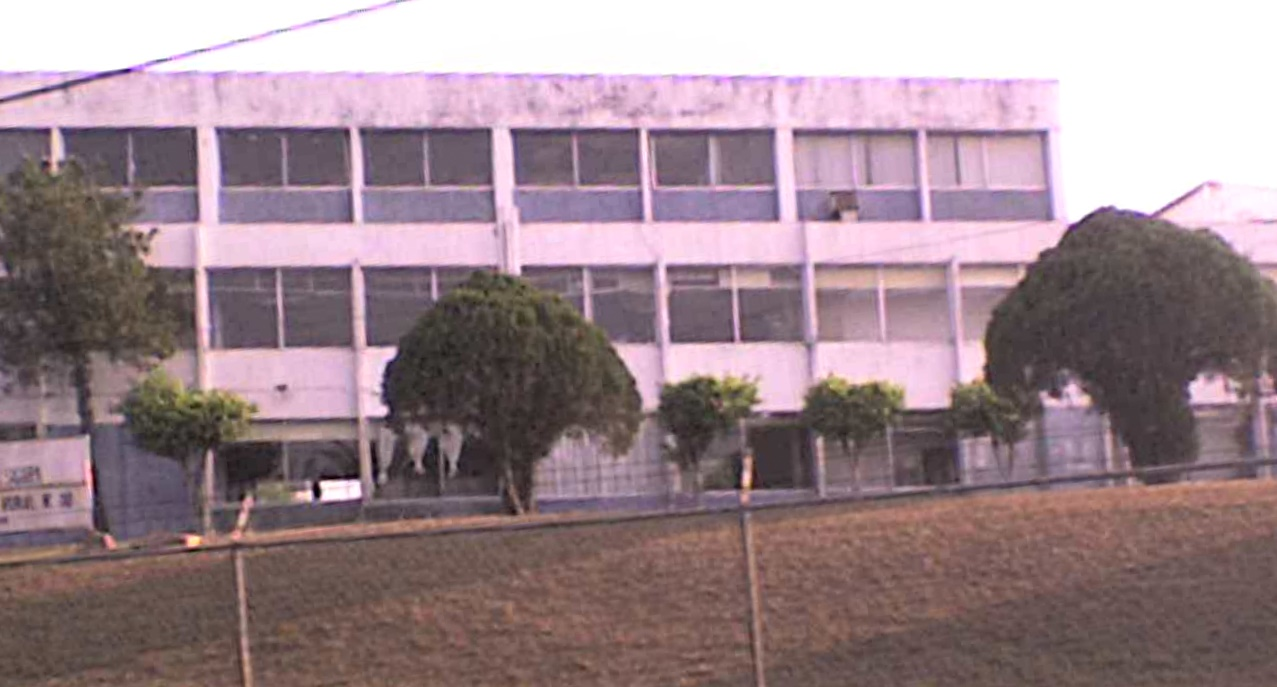
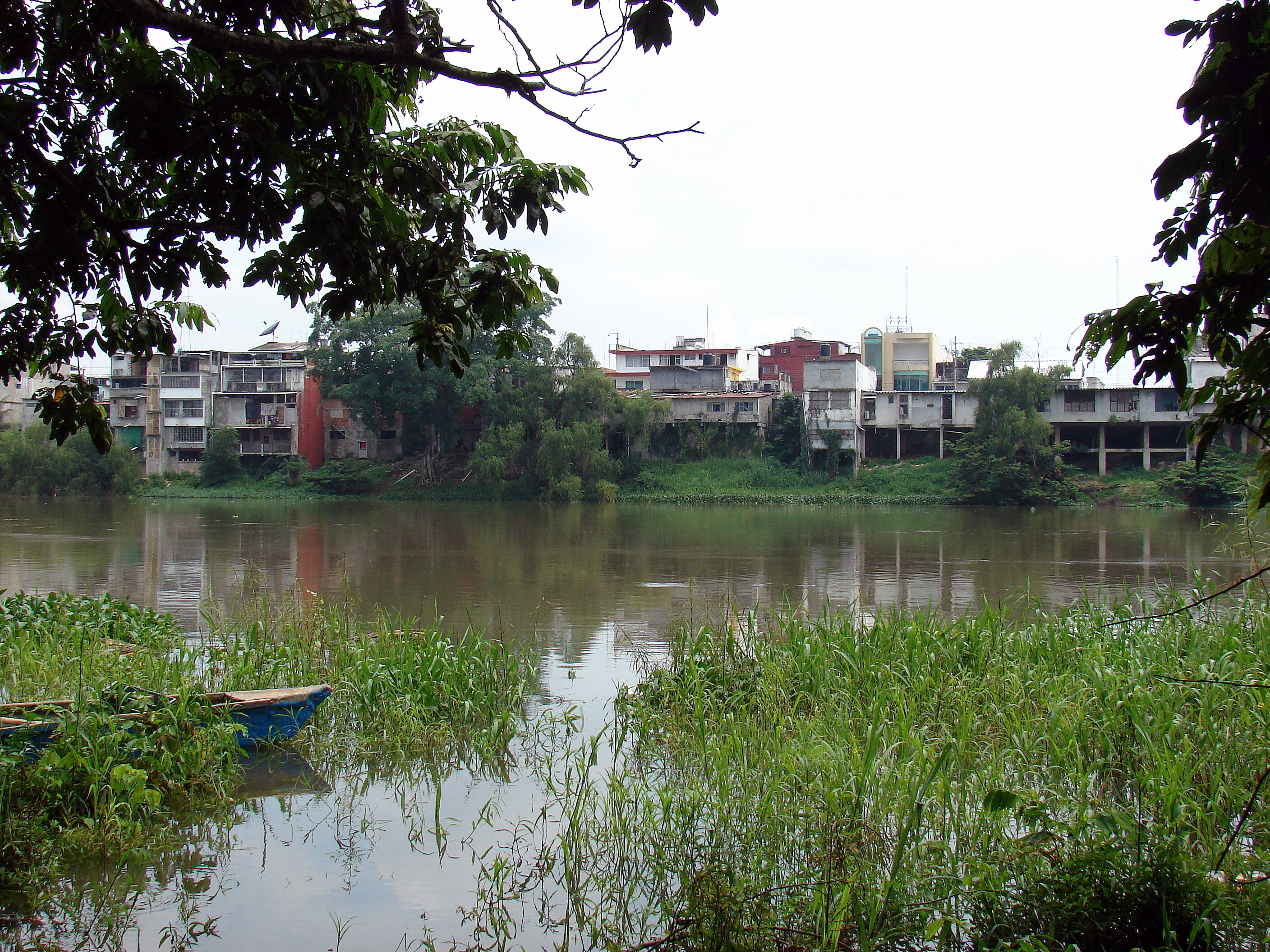
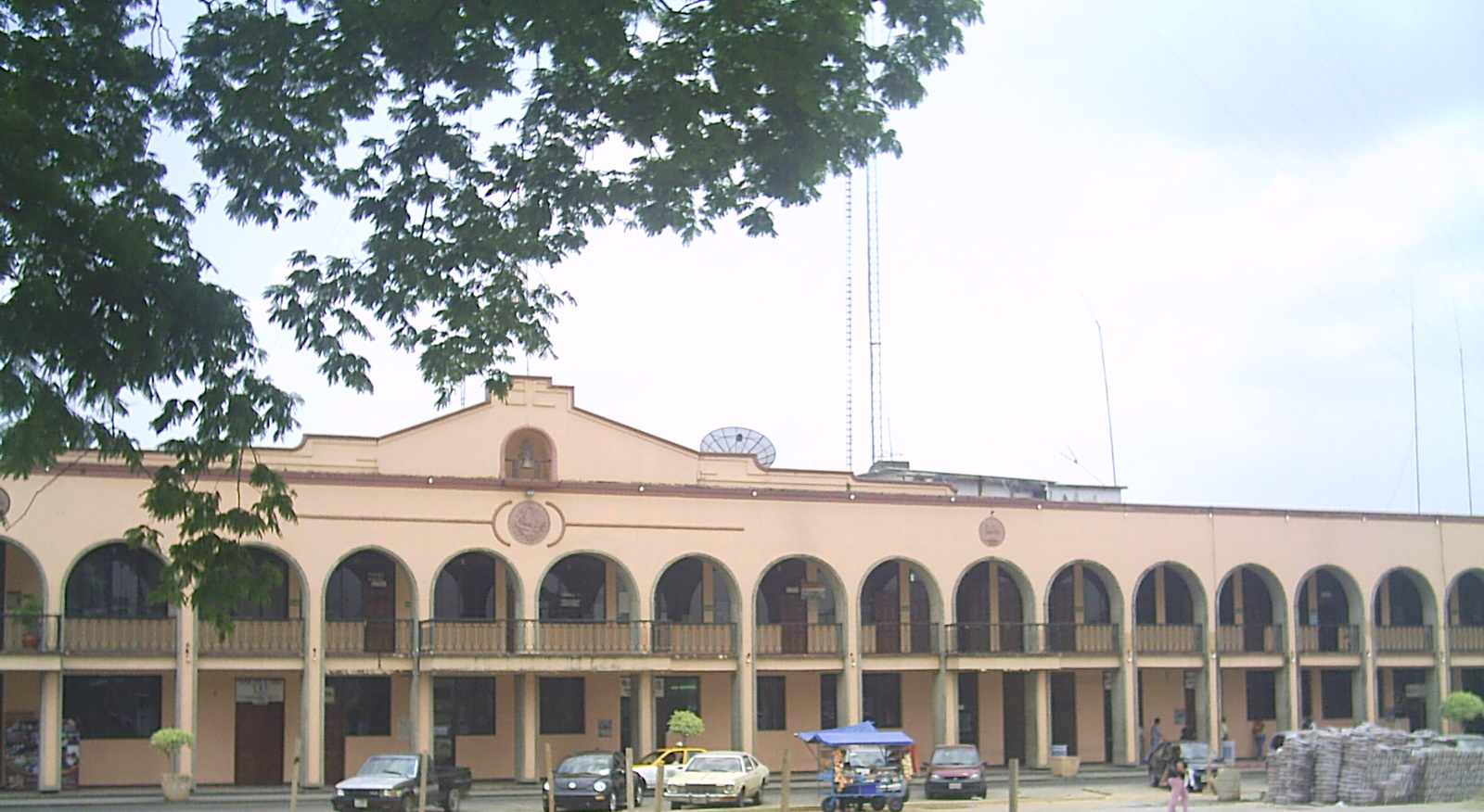
Дворец
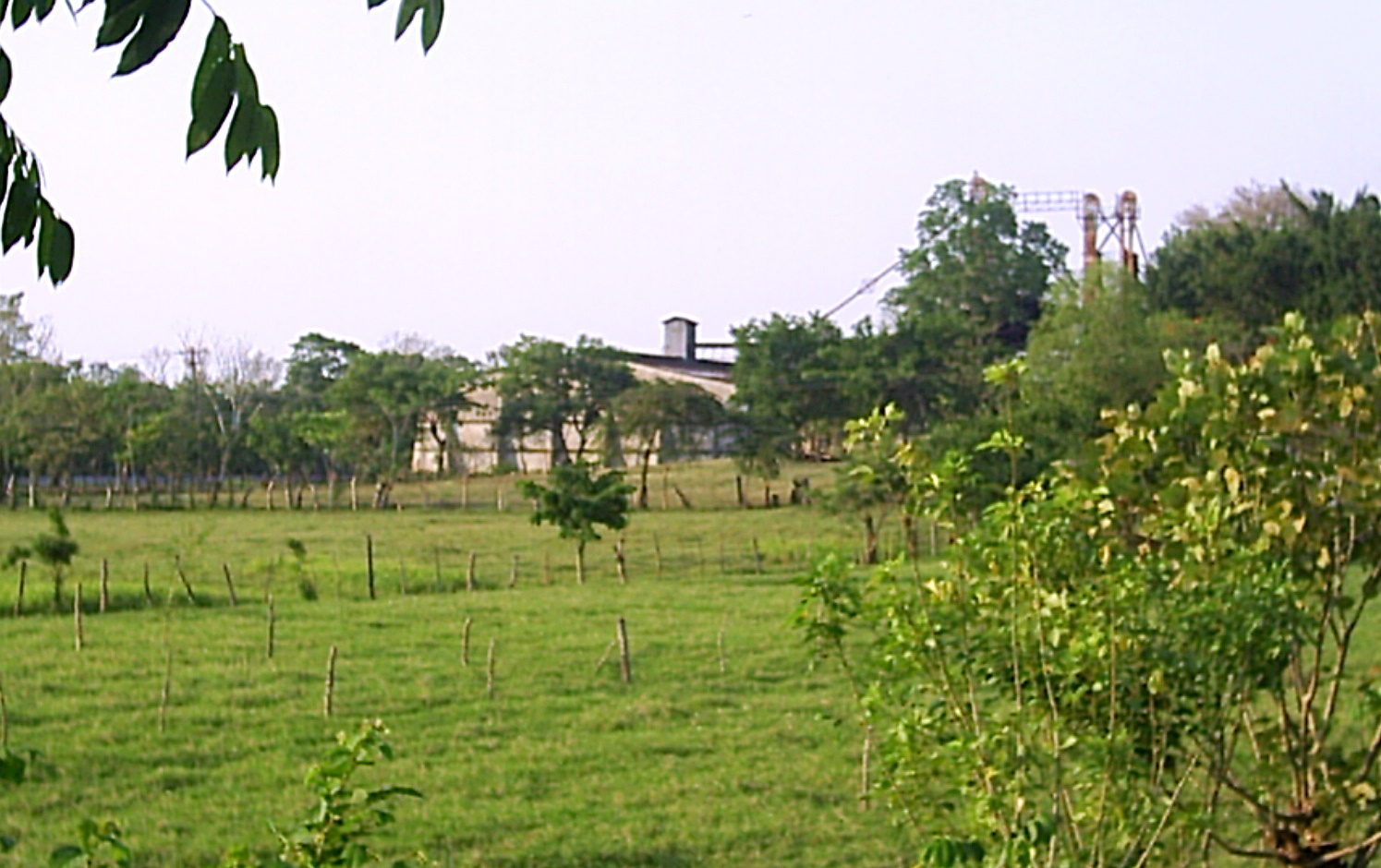
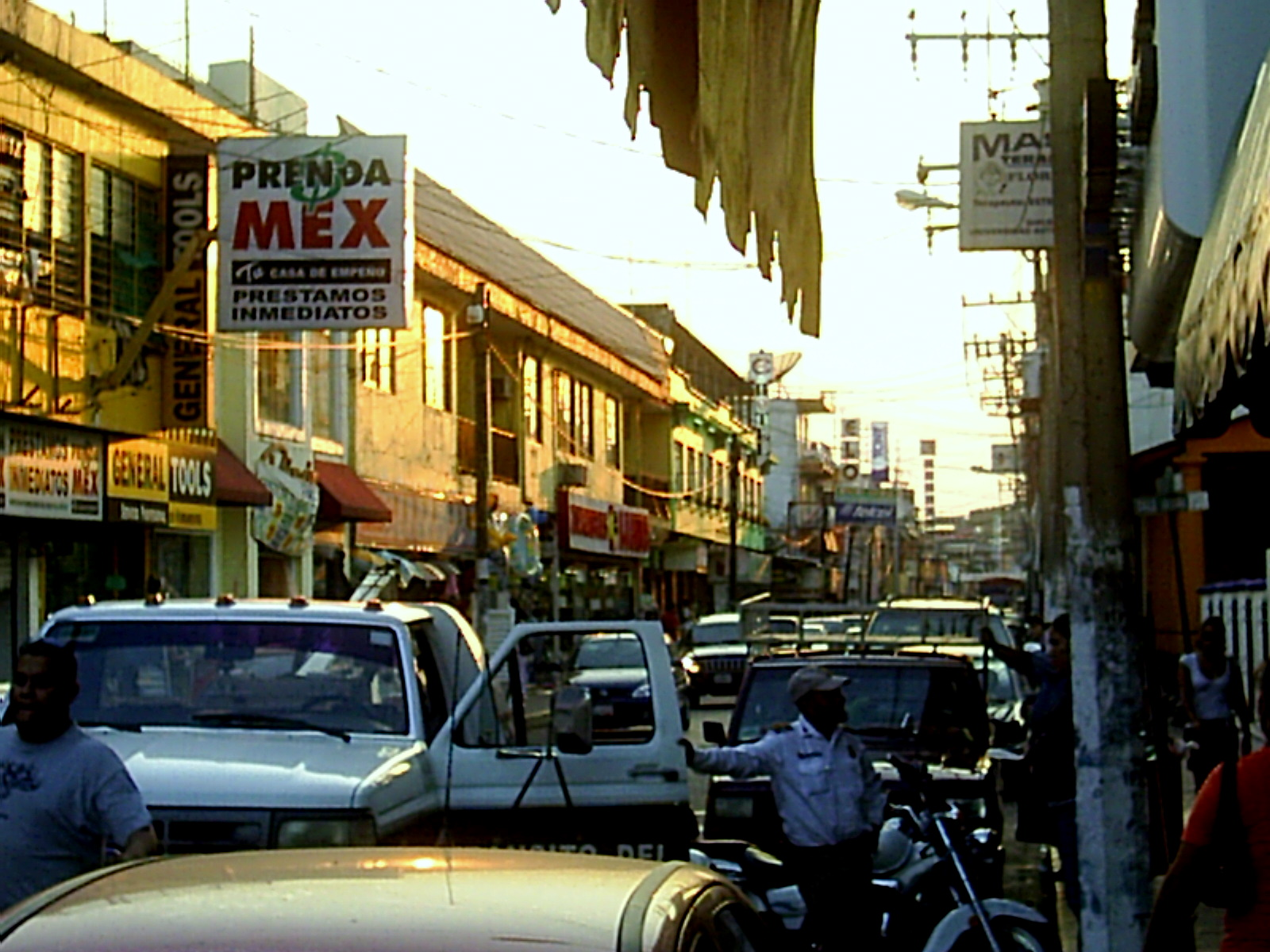
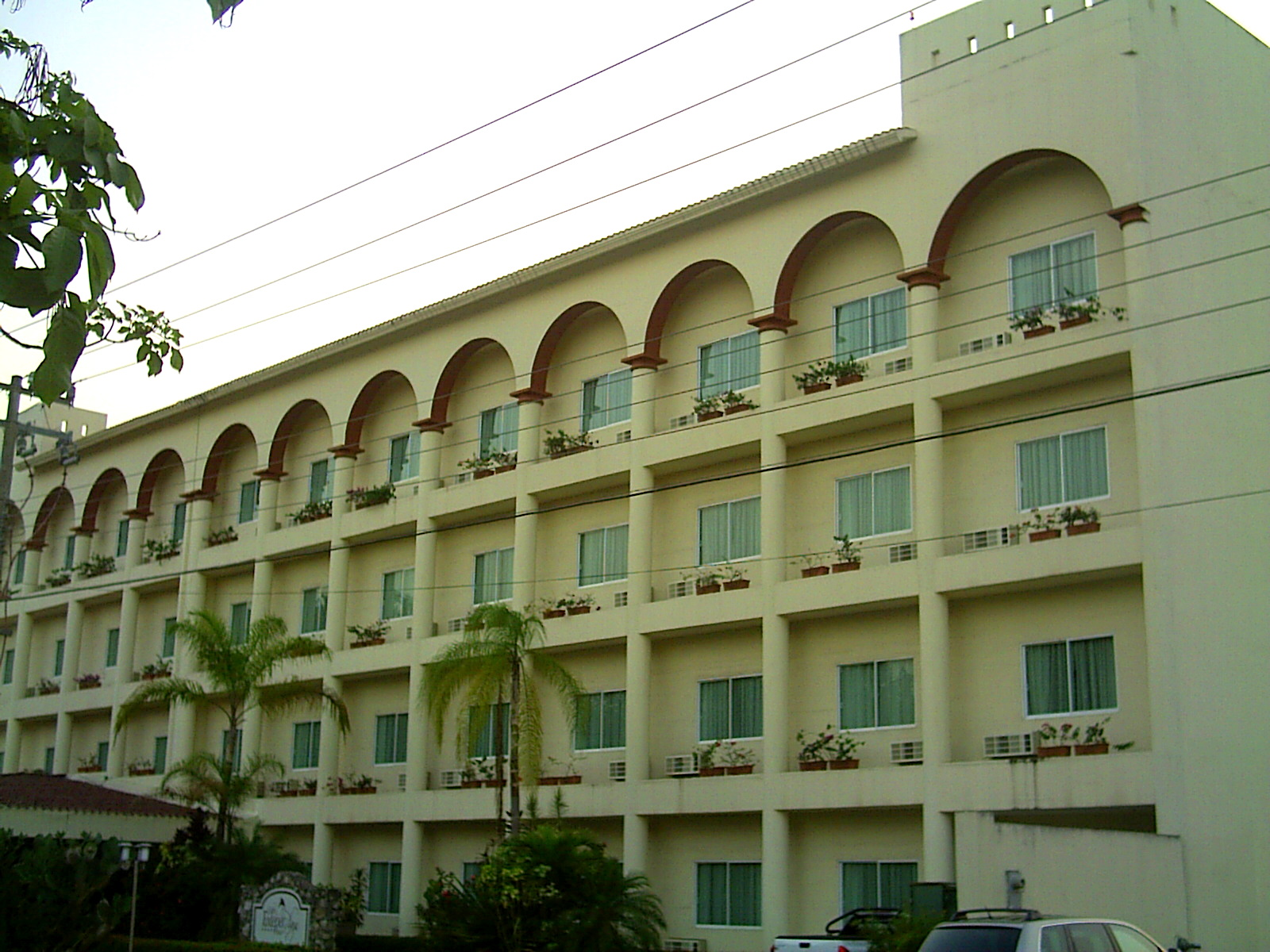
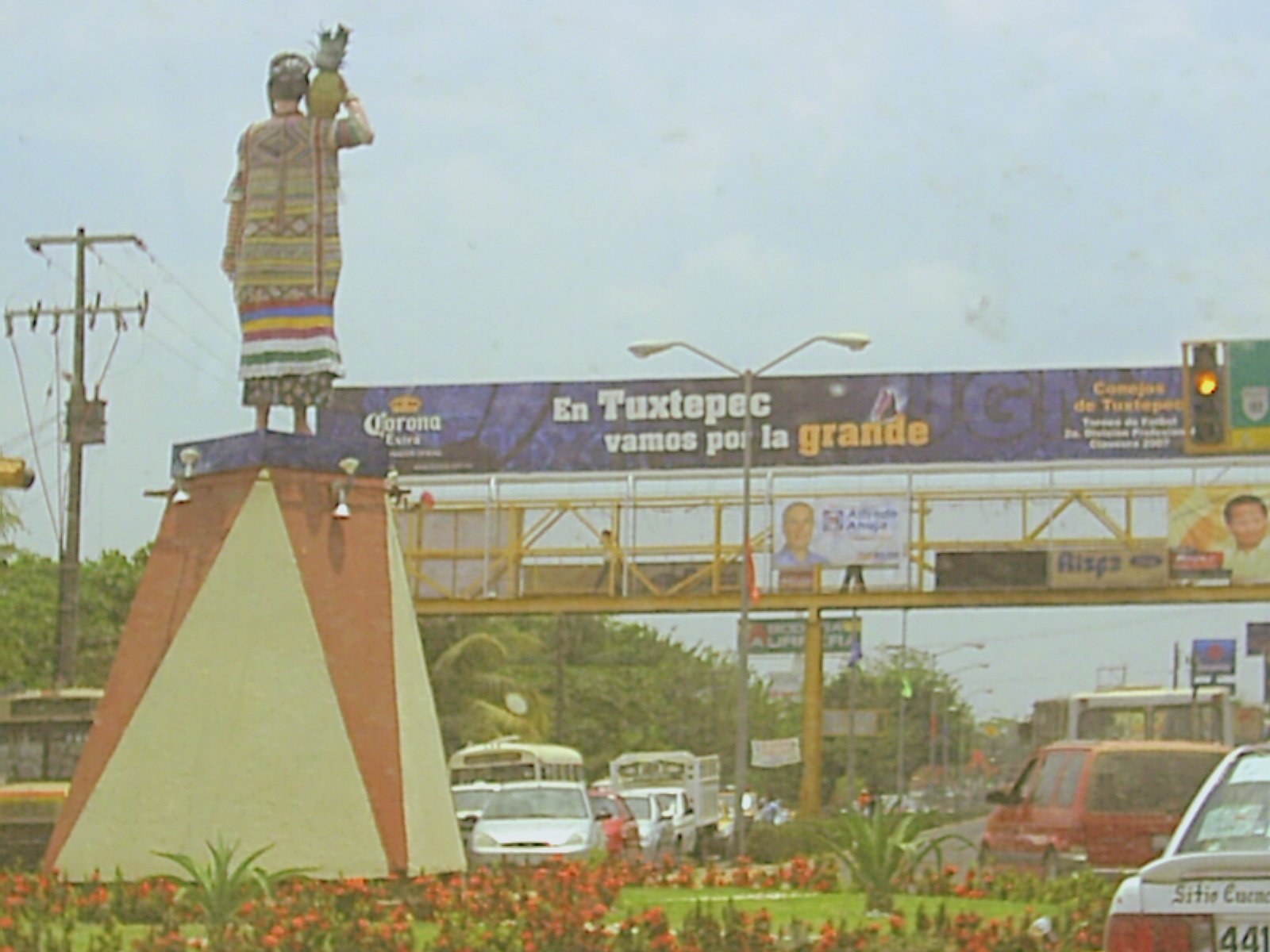
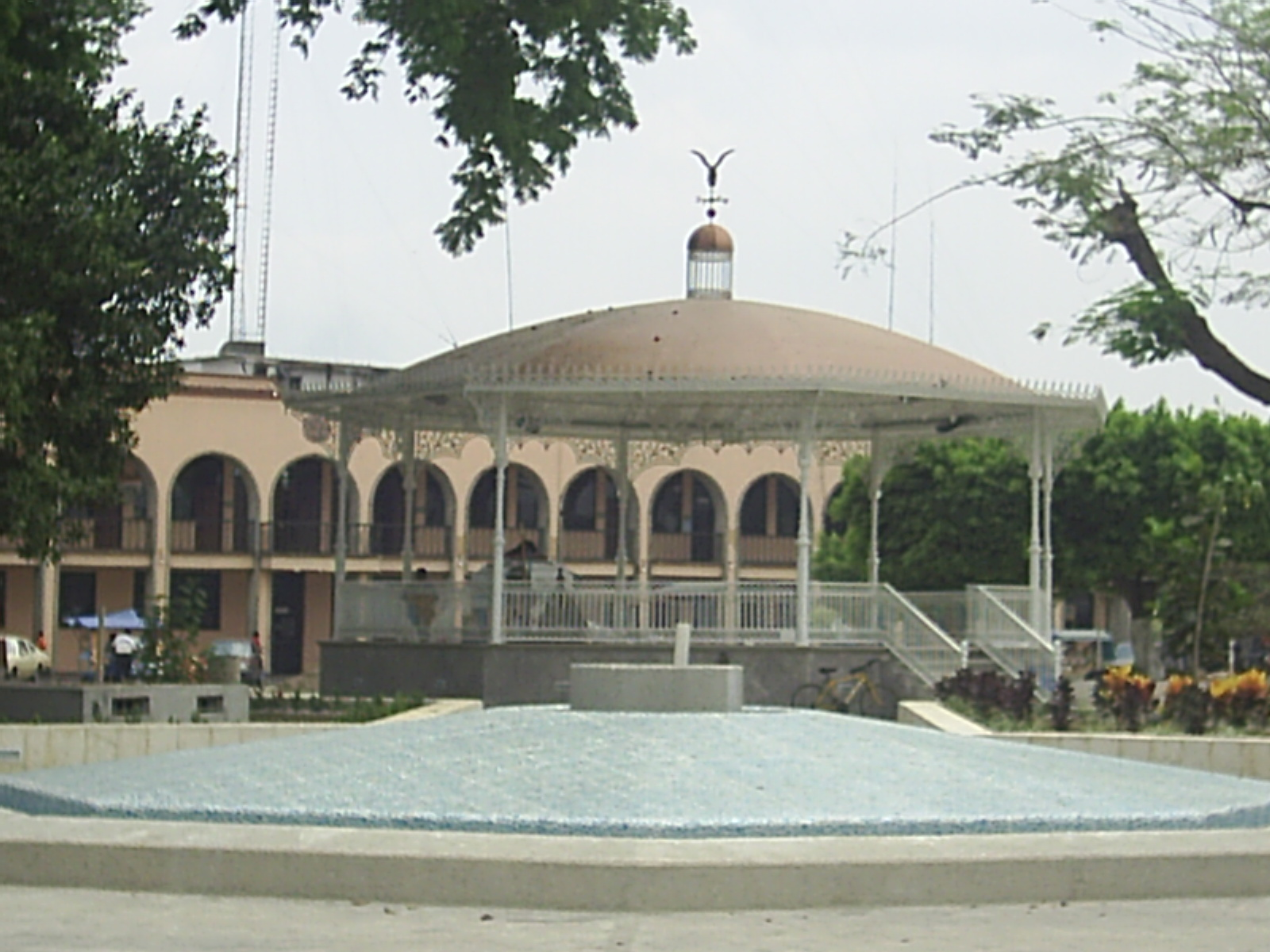
Парк
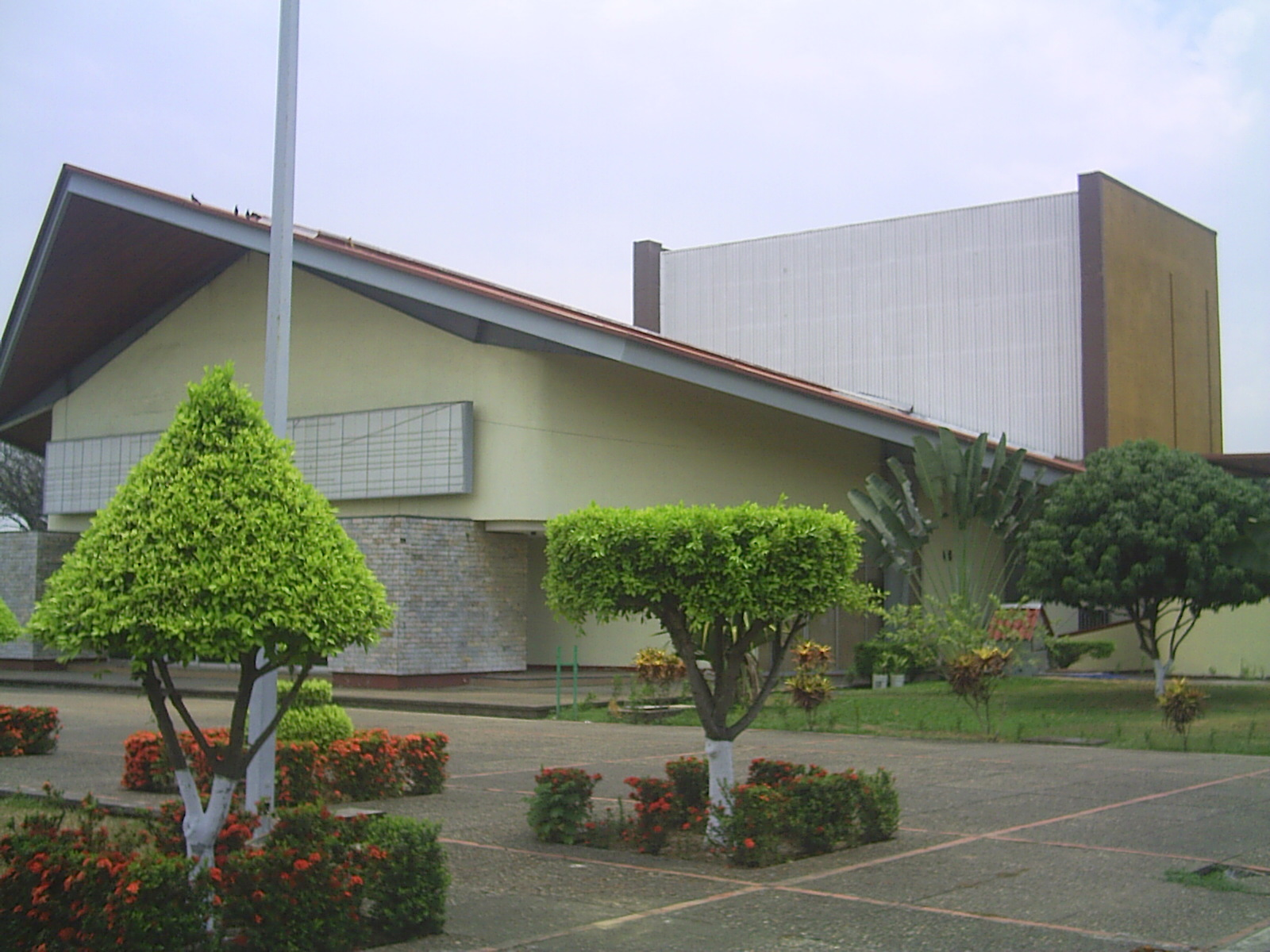
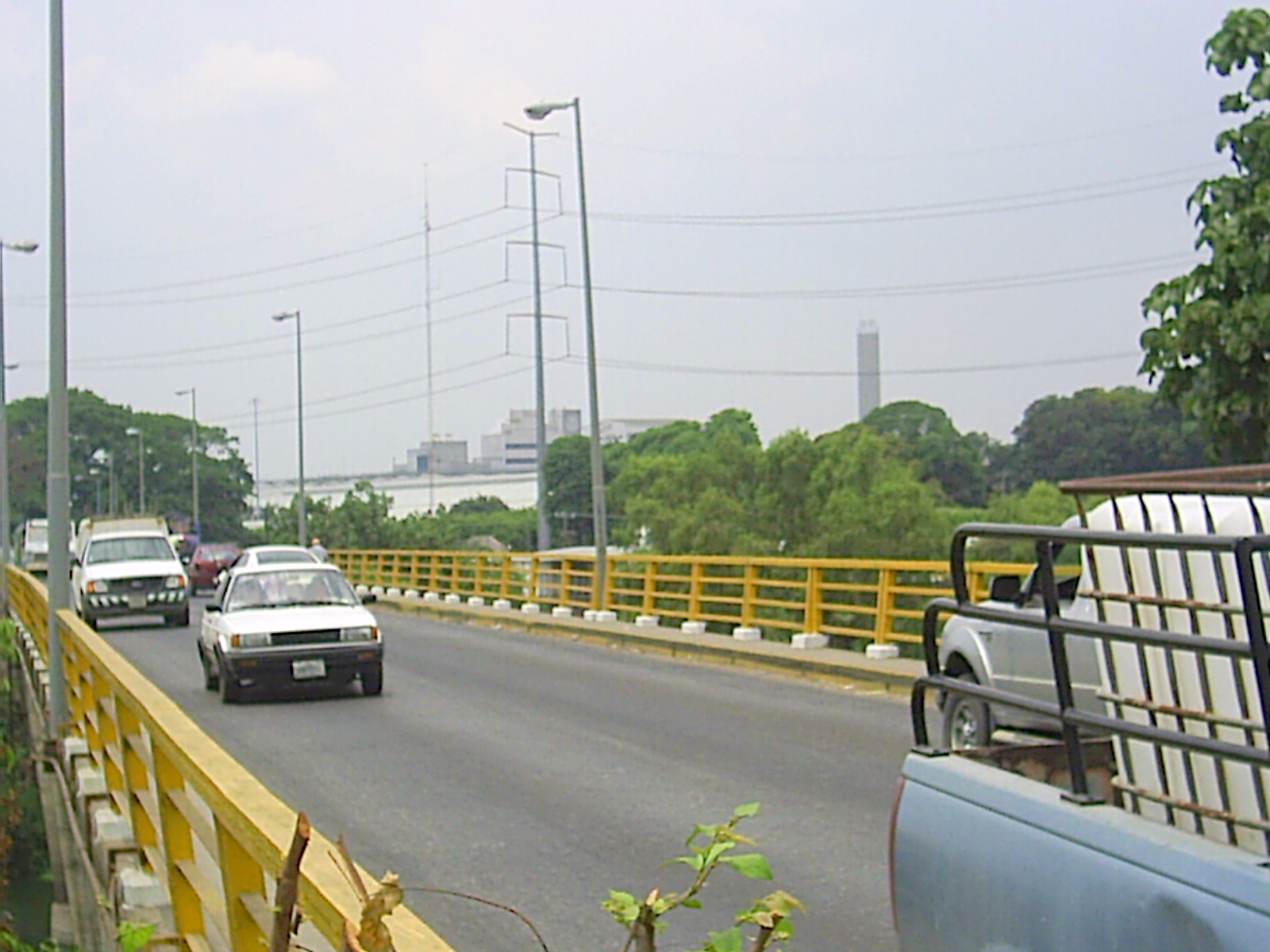
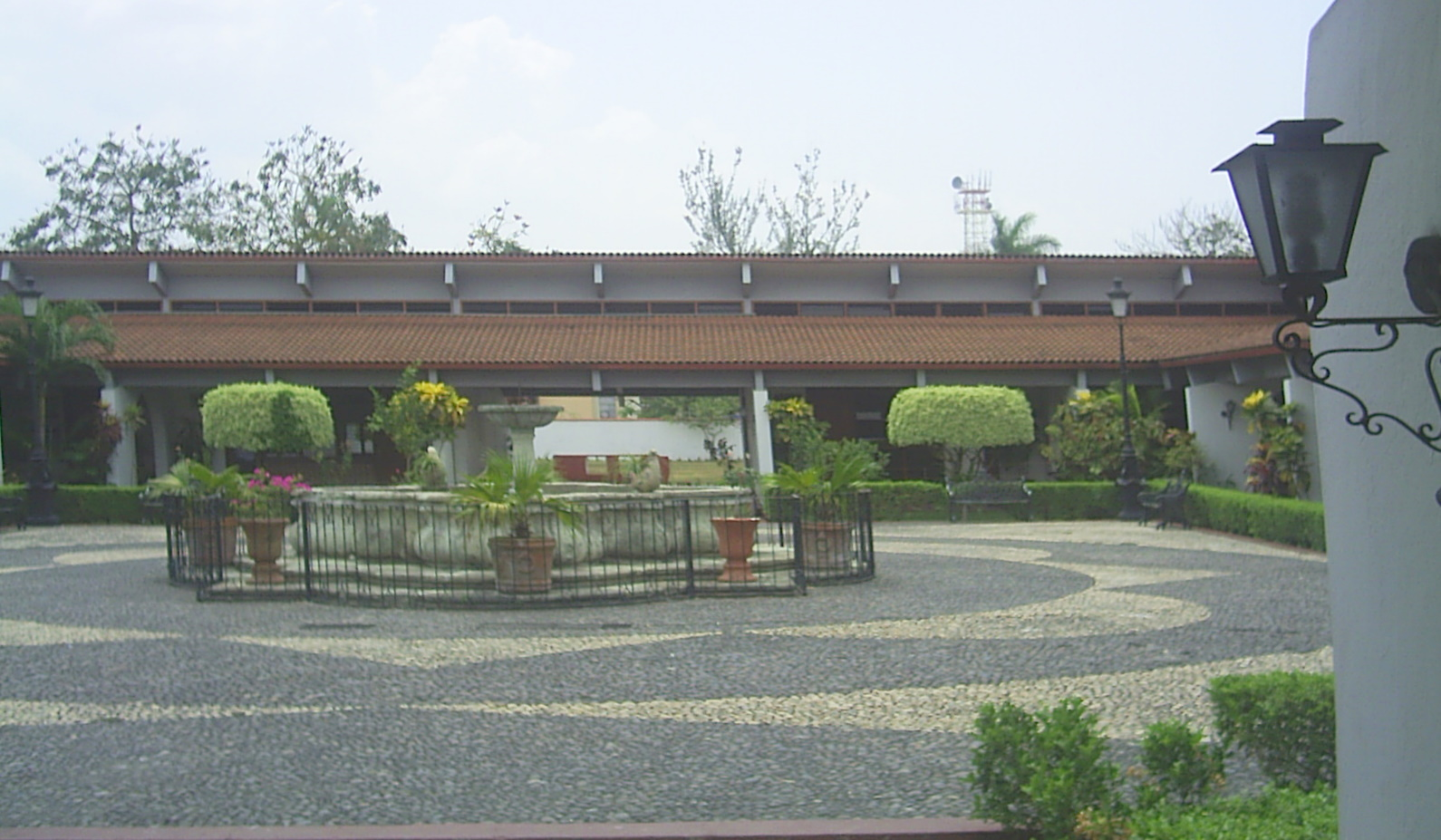
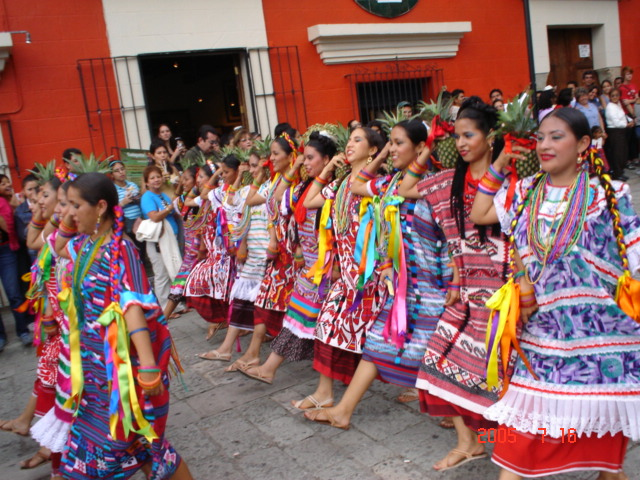